# Окунево (Нижегородская область)
Окунево — опустевшая деревня в Тонкинском районе Нижегородской области. Входит в сельское поселение  Вязовский сельсовет.

## География
Находится на расстоянии примерно 22 километра по прямой на северо-восток от районного центра поселка Тонкино.

## История
Известна с 1891 года, когда в ней было учтено дворов 16 и жителей 99, в 1905 году 20 и 101 соответственно. В 1926 было учтено дворов 32 и жителей 151.

## Население
Постоянное население  составляло 5 человека (русские 100%) в 2002 году, 0 в 2010 .